# رافسكانينا
رافسكانينا، (بالإنجليزية: Raviscanina)‏، هي (بلدية) في مقاطعة كازيرتا في منطقة كامبانيا الإيطالية، وتقع على بعد حوالي 60 كم (37 ميل) شمال نابولي، وحوالي 35 كم (22 ميل) شمال كازيرتا.

## السكان
في سنة 1861 بلغ عدد السكان 1٬143 نسمة، وتطور العدد ليصل في سنة 2011 لـ 1٬376 نسمة.
يظهر هذا المخطط البياني تطور النمو السكاني لـ رافسكانينا

## توأمة
لرافسكانينا اتفاقيات توأمة مع:
- كاستيلاماري دي ستابيا